# Vultur sud-african
Vulturul sud-african (Gyps coprotheres) este o specie de pasăre accipitriformă din familia Accipitridae care se găsește numai în Africa de Sud, Lesotho și părți din Botswana. În 2015, a fost clasificată ca specie pe cale de dispariție pe Lista Roșie a IUCN, dar a fost retrogradată la statusul „Vulnerabil” în 2021, deoarece unele populații au crescut și au fost stabile începând cu 2016.